# Innocenty (Szestopał)
Innocenty, imię świeckie Wasyl Szestopał (ur. 8 stycznia 1945 w Gorłówce, zm. 18 grudnia 2022 w Ławrze Świętogórskiej) – biskup Ukraińskiego Kościoła Prawosławnego Patriarchatu Moskiewskiego.

## Życiorys
Pochodził z rodziny robotniczej. W 1972 ukończył naukę w moskiewskim seminarium duchownym, zaś cztery lata później uzyskał dyplom Moskiewskiej Akademii Duchownej. Od 1977 wykładał w seminarium duchownym w Odessie, był również pracownikiem Wydziału Zewnętrznych Stosunków Cerkiewnych. 21 listopada 1977 przyjął święcenia diakońskie, zaś 4 grudnia tego samego roku – kapłańskie. 25 marca 1979 złożył wieczyste śluby mnisze z imieniem Innocenty. 23 marca 1980 został ihumenem, zaś w 1987 – archimandrytą. Od 1992 był prorektorem seminarium w Odessie.
5 października 1994 miała miejsce jego chirotonia na biskupa tulczyńskiego i bracławskiego. Po pięciu latach przeniesiony na katedrę konotopską. W 2008 przeszedł w stan spoczynku i zamieszkał w Ławrze Świętogórskiej. 
Zmarł w 2022 r.